# رادیو صدای جوان
رادیو صدای جوان که با نام رادیوی علمی آموزشی دانشگاه هرات نیز یاد می‌شود در سال ۱۳۸۲ در محوطه دانشکده ادبیات دانشگاه هرات رادیوئی از سوی شاخه خبرنگاری این دانشکده ایجاد شد که بخش برنامه‌های علمی آموزشی می‌پردازد.
این رادیو به تدریج به یکی از رادیوهای موفق غیر دولتی و آزاد هرات تبدیل شد. برنامه‌های تفریحی، سیاسی و علمی آموزشی در اولیت کاری این رادیو قرار دارد.
این رادیو روی فرکانس ۹۲٫۳ مگاهرتز موج FM در شهر هرات و ولسوالی‌های نزدیک آن قابل دریافت است.
هم اینک این رسانه توسط دانشجویان بخش خبرنگاری دانشکده ادبیات دانشگاه هرات و تعدادی از استادان این شعبه اداره می‌گردد که به‌طور متوسط ۱۲ ساعت برنامه داشته که در لابلای برنامه‌های خود ۴ بخش خبری به زبان‌های فارسی پشتو و انگلیسی را پخش می‌کند.